# Peperomia eekana
Peperomia eekana är en pepparväxtart som beskrevs av Casimir Pyrame de Candolle.
Peperomia eekana ingår i släktet peperomior, och familjen pepparväxter. Inga underarter finns listade i Catalogue of Life.